# Pelargonium zonale
Pelargonium zonale ((L.) L'Hér., 1789) è una pianta appartenente alla famiglia delle Geraniaceae, originaria del Sudafrica.

## Descrizione
A crescita cespugliosa, i gerani zonali possiedono un fusto di consistenza piuttosto legnosa alla base. Le foglie, di grandi dimensioni, sono di forma quasi circolare, molto ricche di venature e di colore verde spento, con una macchia ben distinguibile sulla superficie superiore, vicino al ramo che le sostiene, che ricorda per l'aspetto un cuore di un verde più chiaro. I fiori, che possono essere bianchi candidi, biancastri, rossi fuoco, rosa più o meno brillante od altre tonalità ancora, sono spesso riuniti in folti gruppi di infiorescenze, e sono sempre le terminazioni di steli affusolati abbastanza fragili.

## Galleria d'immagini

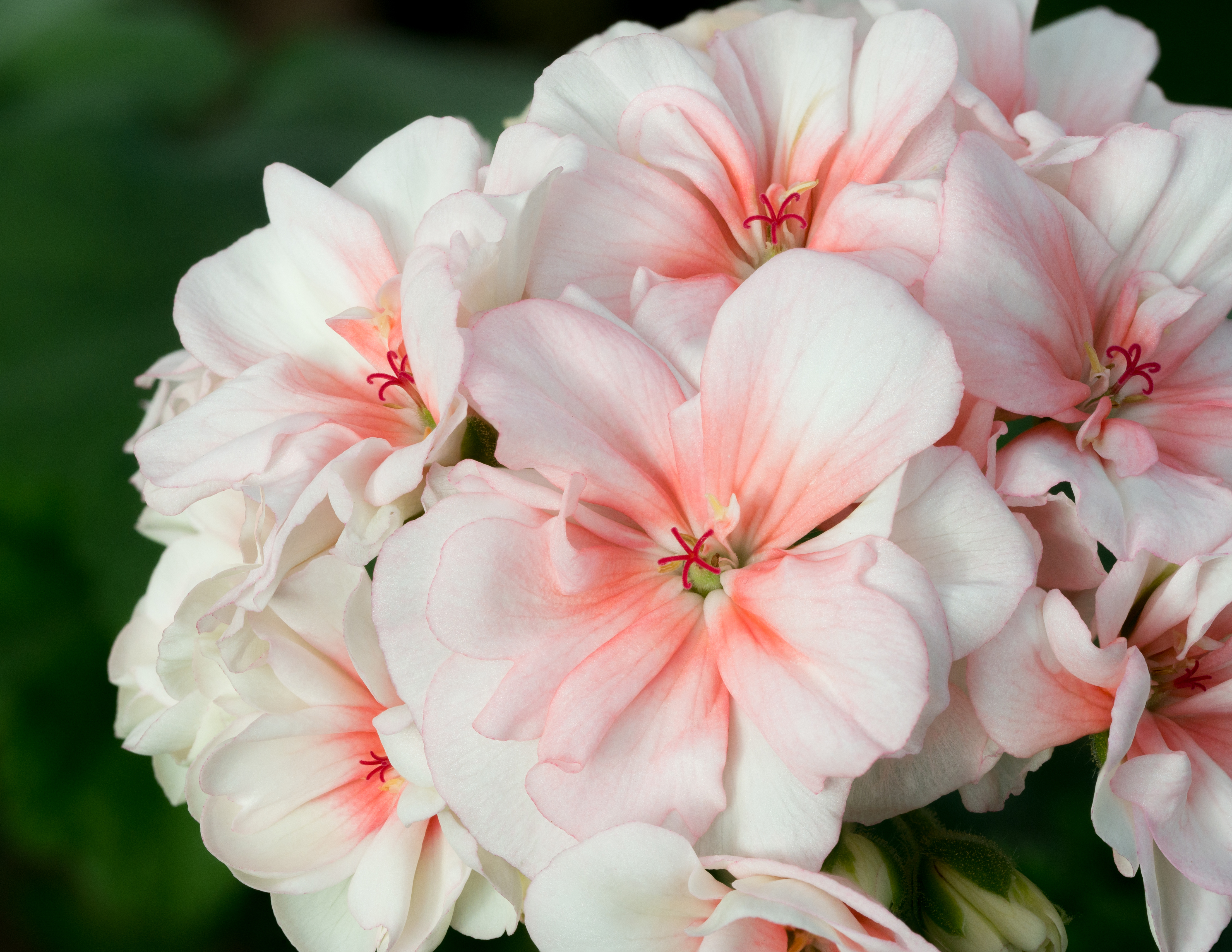
I fiori
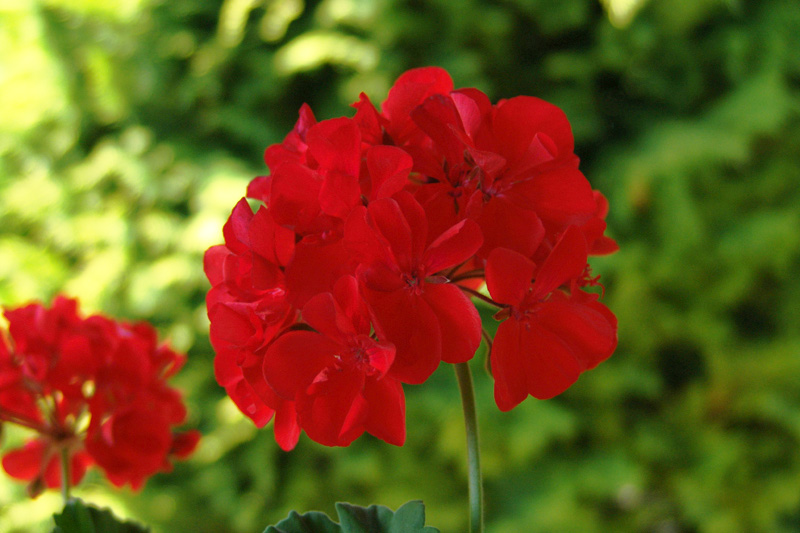
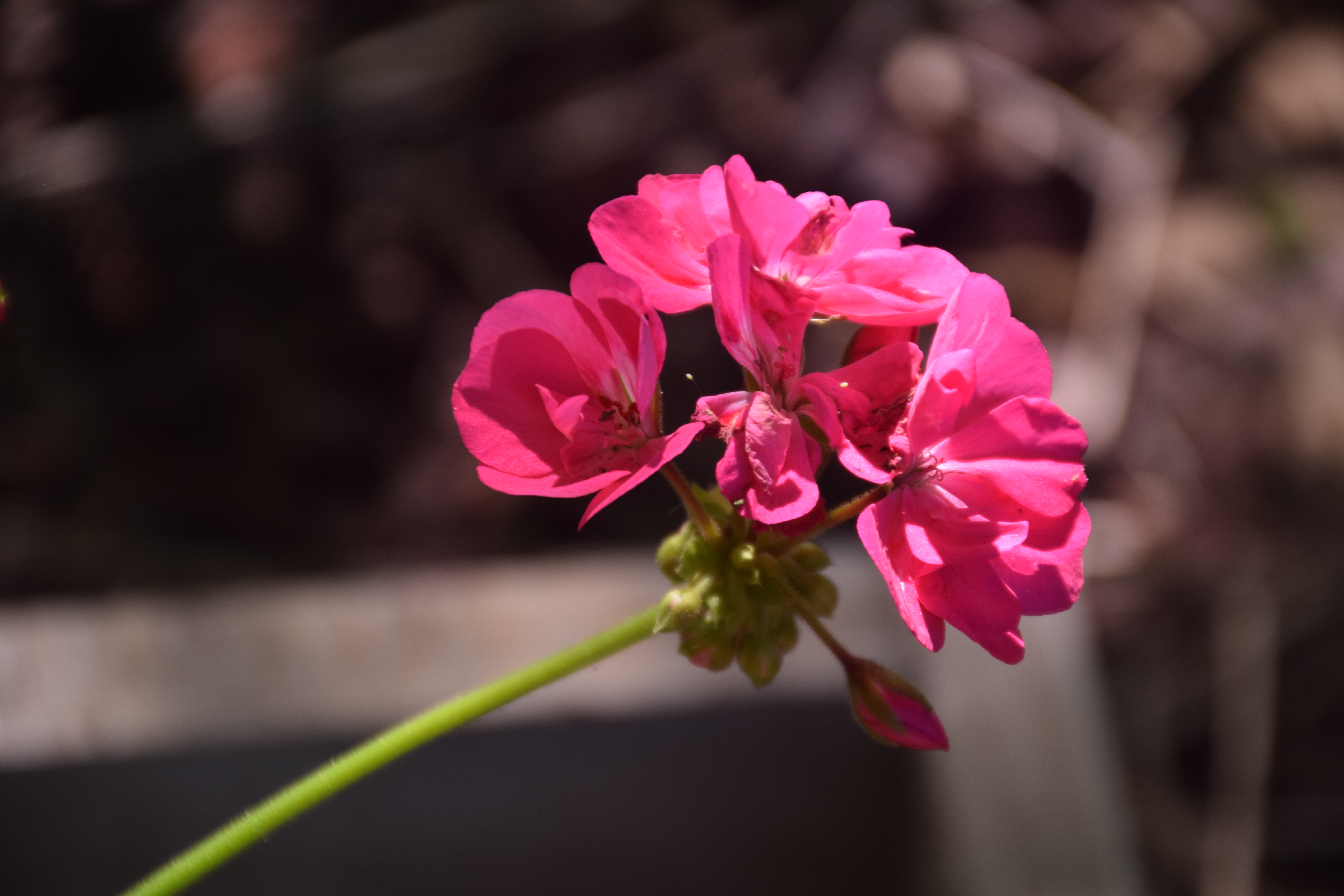
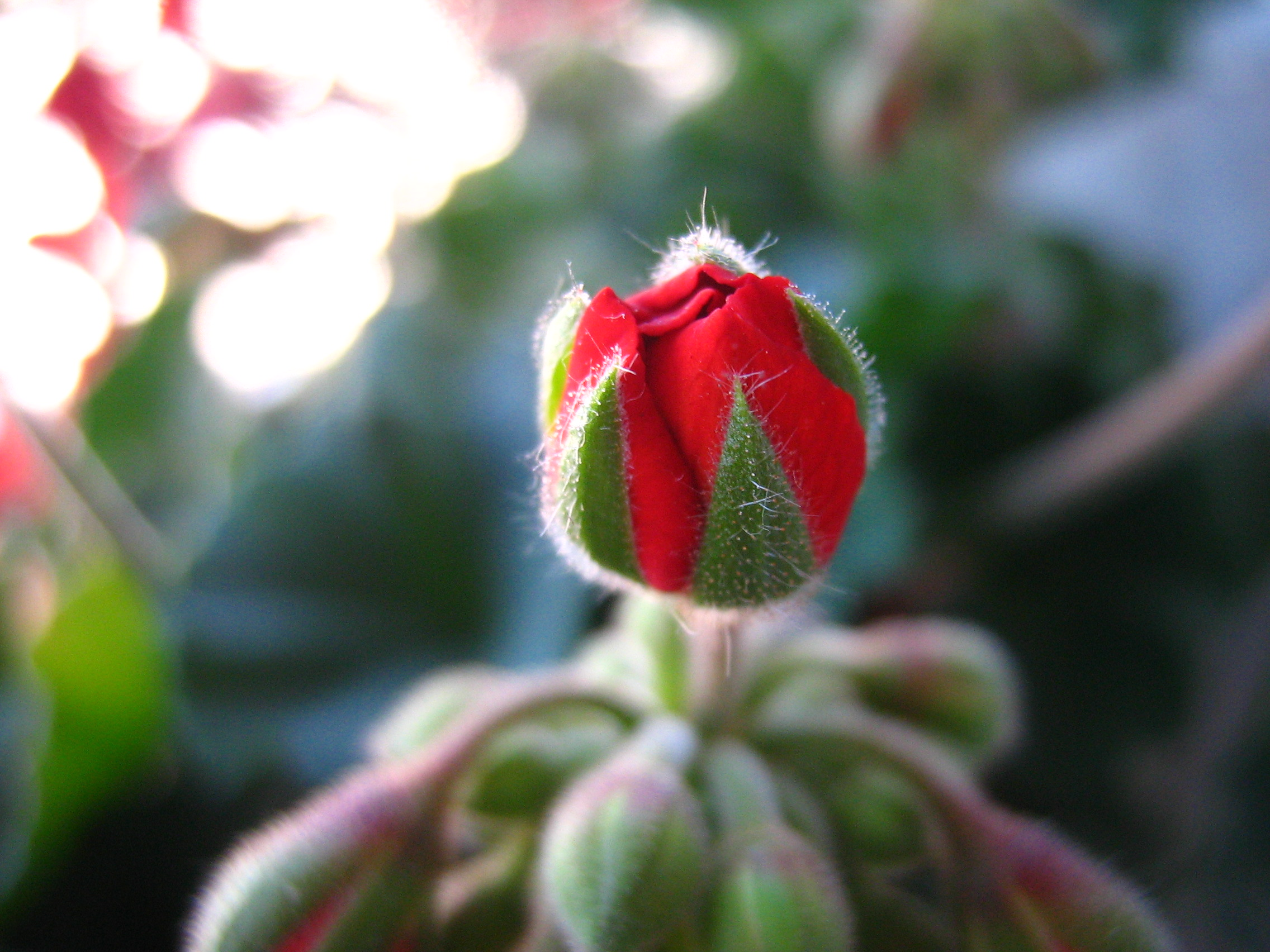
Il bocciolo
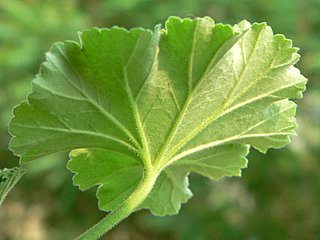
La foglia